# Абба Горгорис
Абба Горгорис (амх. ጎርጎርዮስ; 1595, Провинция Амхара — 1658, Искендерун) — эфиопский религиозный деятель и лексикограф. Известен написанием в соавторстве с Хиобом Лудольфом словарей на языке Геэз и амхарском.

## Биография
Абба Горгорис родился в 1595 году в Провинции Амхара. Имел знатное происхождение. В 1652 году был приглашён Хиобом Лудольфом в Готу ко двору герцога Эрнста I Саксен-Готского. Эрнст I проявлял особый интерес к личности Пресвитера Иоанна и считал, что тот жил в Эфиопии. Лудольф интересовался христианством в Эфиопии и учением Эфиопской Православной Церкви. Почерпнутую из рассказов Аббы Горгориса информацию Лудольф включил в свою книгу Theologica aethiopica. Совместно Абба Горгорис и Хиоб Лудольф составили самую первую грамматику амхарского языка с амхарско-латинским словарём, который стал первым африканским языком, который был переведён на латынь. Также был составлен словарь на языке Геэз.
Погиб в 1658 году во время возвращения в Эфиопию. Корабль, на котором он плыл, потерпел крушение вблизи османского города Искендерун.